# Caloramphus fuliginosus
Il barbetto bruno (Caloramphus fuliginosus (Temminck, 1830)) è un uccello della famiglia Megalaimidae.